# Cebus capucinus curtus
Cebus capucinus curtus es una subespecie del mono capuchino de cara blanca, endémica de la isla de Gorgona, situada en la costa pacífica de Panamá. Esta subespecie fue descrita por el zoólogo Outram Bangs en 1905 y se distingue por adaptaciones morfológicas y de comportamiento propias del aislamiento insular.

## Estado de conservación
C. c. curtus ha sido clasificado como vulnerable.